# Vicinity of Obscenity
"Vicinity of Obscenity" je pjesma i promotivni singl američko-armenskog alternativnog metal sastava System of a Down. Objavljen je u svibnju 2006. godine za promicanje objavljivanja digitalne verzije pjesme "Lonely Day", koja je bila objavljena u Ujedinjenom Kraljevstvu 29. svibnja 2006. godine. To je deveta pjesma albuma Hypnotize.
Serj Tankian je izjavio da je pjesma "Vicinity of Obscenity" nadahnuta bila dadaizmom.

## Popis pjesama

### Promotivni CD
| Br. | Skladba                 | Trajanje |
| --- | ----------------------- | -------- |
| 1.  | »Vicinity of Obscenity« | 2:51     |
| 2.  | »Lonely Day«            | 2:47     |

### iTunes EP
| Br. | Skladba                                          | Trajanje |
| --- | ------------------------------------------------ | -------- |
| 1.  | »Vicinity of Obscenity«                          | 2:51     |
| 2.  | »Lonely Day«                                     | 2:48     |
| 3.  | »Shame« (System of a Down i Wu-Tang Clan)        | 2:40     |
| 4.  | »Snowblind« (Kaver pjesme sastava Black Sabbath) | 4:40     |
| 5.  | »Metro« (Kaver pjesme sastava Berlin)            | 2:59     |